# Нью-Бостон (Іллінойс)
Нью-Бостон (англ. New Boston) — місто (англ. city) в США, в окрузі Мерсер штату Іллінойс. Населення — 613 особи (2020).

## Географія
Нью-Бостон розташований за координатами 41°10′13″ пн. ш. 90°59′59″ зх. д. / 41.17028° пн. ш. 90.99972° зх. д. (41.170360, -90.999800).  За даними Бюро перепису населення США в 2010 році місто мало площу 3,61 км², з яких 2,42 км² — суходіл та 1,20 км² — водойми.

## Демографія
Згідно з переписом 2010 року, у місті мешкали 683 особи в 279 домогосподарствах у складі 192 родин. Густота населення становила 189 осіб/км².  Було 329 помешкань (91/км²).
Расовий склад населення:
| - 99,3 % — білих - 0,1 % — корінних американців - 0,1 % — чорних або афроамериканців |

До двох чи більше рас належало 0,4 %. Частка іспаномовних становила 1,8 % від усіх жителів.
За віковим діапазоном населення розподілялося таким чином: 23,4 % — особи молодші 18 років, 59,0 % — особи у віці 18—64 років, 17,6 % — особи у віці 65 років та старші. Медіана віку мешканця становила 44,4 року. На 100 осіб жіночої статі у місті припадало 91,9 чоловіків;  на 100 жінок у віці від 18 років та старших — 99,6 чоловіків також старших 18 років.
Середній дохід на одне домашнє господарство  становив 45 845 доларів США (медіана — 40 952), а середній дохід на одну сім'ю — 52 260 доларів (медіана — 46 250). За межею бідності перебувало 13,9 % осіб, у тому числі 18,1 % дітей у віці до 18 років та 11,4 % осіб у віці 65 років та старших.
Цивільне працевлаштоване населення становило 296 осіб. Основні галузі зайнятості: виробництво — 18,6 %, роздрібна торгівля — 18,2 %, освіта, охорона здоров'я та соціальна допомога — 14,5 %, будівництво — 12,5 %.